# シエラレオネ

シエラレオネ共和国
Republic of Sierra Leone

国の標語：Unity - Freedom - Justice
（英語: 団結 - 自由 - 正義）
国歌：High We Exalt Thee, Realm of the Free（英語）
高く我らは汝、自由の国を賞賛する

シエラレオネ共和国（シエラレオネきょうわこく）、通称シエラレオネは、西アフリカの西部、大西洋岸に位置する共和制国家でイギリス連邦加盟国である。北にギニア、南東にリベリアと国境を接し、南西は大西洋に面する。首都はフリータウン。
奴隷制から解放された黒人たちの移住地として1808年にイギリスの植民地となり、1961年に独立した。
10年以上続いた内戦と、高いHIV感染率による影響で、2020年時点で平均寿命が世界で11番目に短い国（2020年推定で59.8歳（男性：57.1歳、女性：62.6歳）WHO報告）となっている。

## 国名
正式名称は英語で、Republic of Sierra Leone（リパブリック・オブ・スィエラ・リオウン／リオウニ）。通称、Sierra Leone [sɪˈɛərə lɪˈəʊn, -lɪˈəʊni] ( 音声ファイル)（スィエラ・リオウン／リオウニ）。
日本語の表記は、シエラレオネ共和国。通称、シエラレオネ。
国名は、ポルトガル語で「ライオンの山」を意味する「Serra Leão」をスペイン語に翻訳した「Sierra León」から来ている。「ライオンの山」と名付けられた理由については、現在のフリータウン付近にいたポルトガル人が、山の方からライオンのように轟く雷鳴が聞こえたため名付けたという説や、山から海へ吹き降ろす風がライオンの咆哮に似ているので名付けた、など諸説ある。

## 歴史
シエラレオネがはじめて文献に登場するのは、1447年にポルトガルの探検家アルヴァロ・フェルナンデスがこの地に停泊したときである。1462年にはポルトガル人によって現在のシエラレオネ半島が『獅子の山』と名付けられ、これがやがてこの地域全体をさす言葉となった。16世紀から19世紀前半にかけてこの地域ではたびたび奴隷狩りが行われ、欧米の拠点としてはイギリスの小規模な城塞が海岸部に点在する程度であった。

### フリータウン
18世紀後半に入るとイギリスでは奴隷廃止運動が盛んになり、運動の指導者のひとりであるグランビル・シャープはアフリカに解放された奴隷の定住地を作ることを計画。白羽の矢が立てられたのが、シエラレオネ半島であった。1787年、彼は最初の移住者をシエラレオネに送り出した。現地人であるテムネ人の王の一人トム王とその臣下の首長たちは友好的であり、シエラレオネ半島北岸の細長い土地をジョン・テーラー船長に売却し割譲した。移住者たちは半島北岸にあるフォーラー・ベイ付近に入植し、建設された街はグランビルタウンと呼ばれた。しかし、トム王の後継者ジミー王による攻撃がはじまり、またマラリアなどの病気により、多くの入植者たちが死に、最初の入植は失敗に終わった。1791年にはグランビル・シャープの後継者として、奴隷貿易廃止促進協会のメンバーでもある、アレクサンダー・ファルコンブリッジの指導の下、グランビルタウンはクラインタウンと改名し再建設されるが、これも結局成功しなかった。1792年にはクラインタウンの土地の跡はフリータウンと名付けられ、再度、解放奴隷たちの拠点となる。植民地としてのシエラレオネは、この時点に始まる事となる。以後イギリスのほか、ジャマイカ及び他のイギリス領の西インド諸島や、アメリカ独立戦争において忠誠派（ロイヤリスト）として追われカナダのノヴァ・スコシアへと逃れた解放奴隷（マルーン）達が入植した。しかしシエラレオネ半島は肥沃ではなく、近隣の部族やフランスの小艦隊からの攻撃なども重なって、入植者たちは苦しい状況にあった。

### イギリス植民地

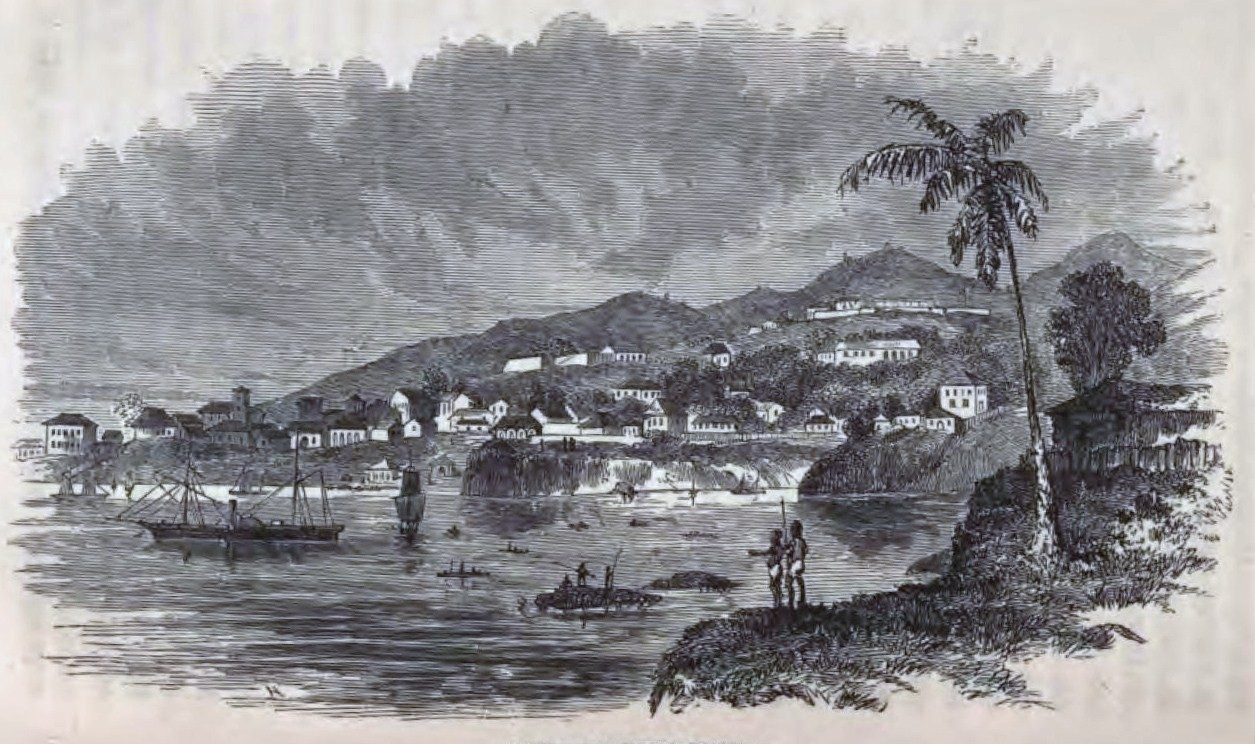
1856年のフリータウン

1808年には植民地は王室管理下へと移された。1807年にイギリス議会が奴隷貿易を違法とする法律を可決すると、1808年にフリータウンはイギリスの直轄植民地にされるとともに、奴隷貿易を取り締まる艦隊の基地となった。艦隊によって自由を得た奴隷たちの多くはフリータウンへと残留し、植民地は徐々に拡大していった。また、この解放奴隷たちはフリータウンにて混血し、クリオと呼ばれる新しい民族となっていった。植民地は1861年までに、地方の首長たちから土地の割譲や、色々な友好条約を通して領域を拡大し、シエラレオネ半島全域を領域とするようになった。
1827年にフリータウンでフォーラーベイ大学が開設され、クリオはシエラレオネのみならず他のイギリス植民地においても伝道師や教師として活躍し、19世紀にはこの地域の政治や貿易において中心的な存在になっていった。一方、1880年代よりイギリスは内陸部に勢力を拡大し、1896年には正式に内陸地域がイギリス保護領となった。シエラレオネ保護領と植民地は政治的には明確に区分されていた。1898年には保護領に導入された小屋税に反対して反乱が起きた。20世紀に入るとクリオの商人は国外から進出してきたレバノン人などの外国商人との競争に敗れ、活動の場はフリータウンに限られるようになった。さらに植民地の官僚のヨーロッパ人化が進み、クリオは政治における主導権の多くを失った。
第一次世界大戦後にクリオ人医師のバンコーレ・ブライトとウォーレス・ジョンソンを指導者としてフリータウンで民族主義運動がはじまった。第二次世界大戦後、内陸部の保護領にも選挙権が与えられ、1950年に医師ミルトン・マルガイを党首として保護領の利益を代表するシエラレオネ人民党（SLPP）が結成された。1951年の選挙ではSLPPはブライトとジョンソンらのシエラレオネ植民地国民会議（NCCSL）を破り、1957年の選挙でもSLPPは大勝しマルガイはシエラレオネ初代首相となり、1960年にはマルガイはロンドンに代表団を派遣してエリザベス2世とイギリス植民地長官との会談でシエラレオネの完全独立を認めるよう要求した。

### 独立
1961年4月27日にイギリスがついにシエラレオネの独立を許可して認めた為、シエラレオネはイギリスの君主を元首としたイギリス連邦の一員として独立した。ミルトン・マルガイは引続いてシエラレオネの独立最初の首相となり、1964年に死亡するまで国民の各部族の融和など安定した国の基盤を築き首相を務めた。後任として彼の政権下で財務大臣を務めていた弟のアルバート・マルガイが首相を引き継ぐが、兄と違い、彼は汚職や軍隊や政権などに自分の出身部族であるメンデ族を中心的に優遇するなど偏った政策をしようとした為多くの国民から批難が殺到した。またマルガイは1966年に共和制及び一党制の導入を主張したが反マルガイ派の野党などから彼の権力集中の独裁化に繋がると警戒され反発により失敗した。

### クーデター
1967年の国民選挙ではアルバート・マルガイ政権の腐敗した汚職などの批判と反発などから、野党であった全人民会議（All-People’sCongress，APC）がマルガイ政権の与党シエラレオネ人民党（SLPP）に勝利し、第一党となったが、APCの議長であるシアカ・スティーブンスが首相に就く前に、マルガイ政権の同盟であるマルガイ派の軍の指導者であるデビッド・ランサナ准将が無血クーデターを起こし、スティーブンスは職を追われた。マルガイは選挙結果を却下し、暫定総督を宣言し、軍により戒厳令が敷かれ、軍の管理下に国家改革協議会がおかれたものの、全人民会議の支持派によってカウンタークーデターが起こり、マルガイは国外に逃亡し、1968年にはスティーブンスが政権へと復帰した。しかし、やがてスティーブンス政権は独裁化していき、1971年に共和制を導入して大統領に就任した後、1978年にはシエラレオネは一党制となった。スティーブンス政権は1985年まで続いた。

### 内戦

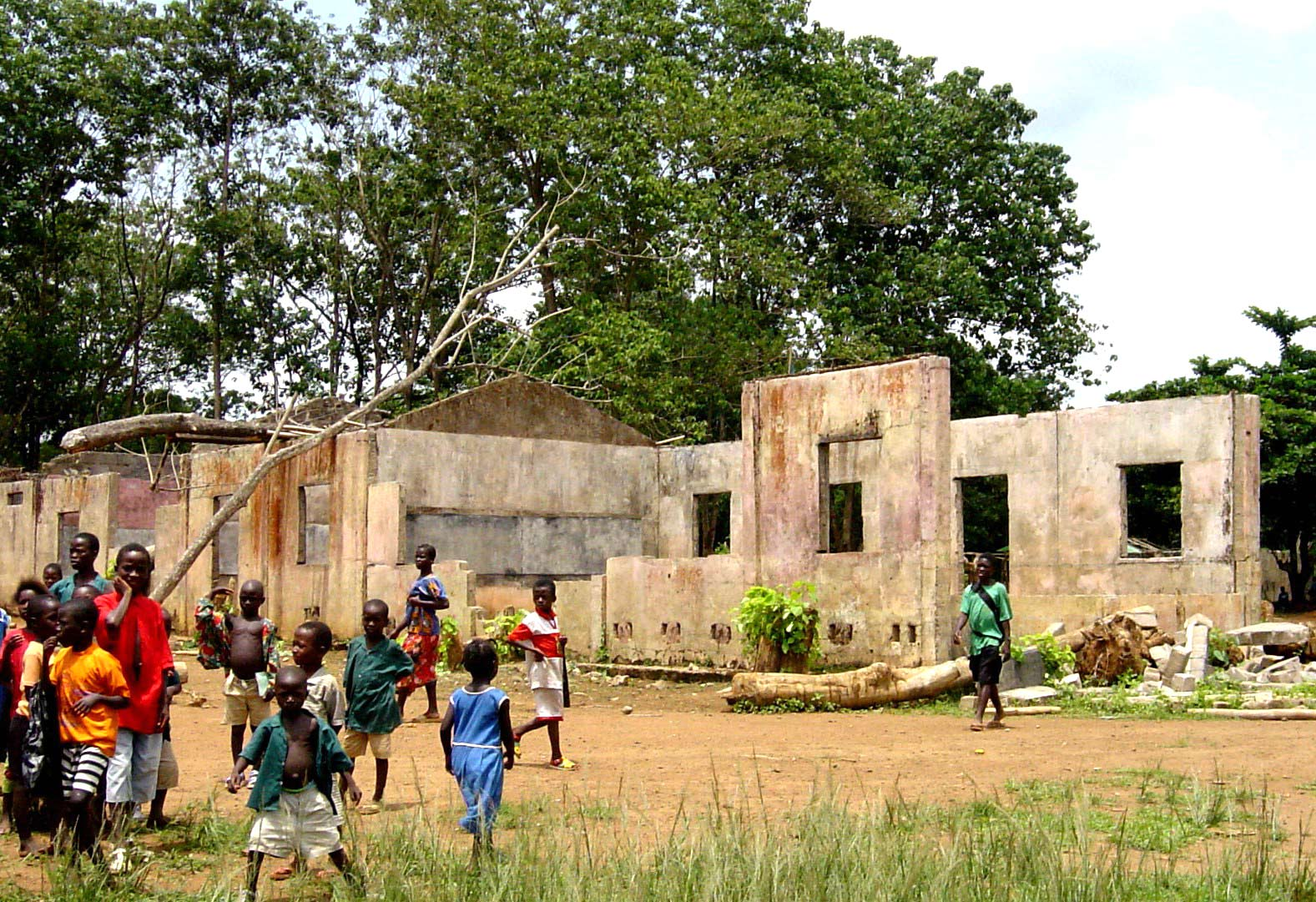
内戦で破壊された学校

スティーブンスの後任となったジョセフ・サイドゥ・モモ少将は民主化運動を受け、1990年に複数政党制を導入するが、1991年には隣国リベリアのチャールズ・テーラー率いるリベリア国民愛国戦線（NPFL）の支援を受け、アハメド・フォディ・サンコー率いる統一革命戦線（RUF）が武装蜂起、内戦が勃発した。 1992年にはバレンタイン・ストラッサー率いる軍の下級将校たちがクーデターを起こし、モモ政権を打倒。その後も政権は安定せず、その隙にRUFは勢力を拡大していった。
1996年1月にはジュリウス・マーダ・ビオ准将がクーデターを起こしストラッサーを追放した。政権を握ったビオはただちに民政移管と選挙実施を表明し、2月には大統領選挙が行われて、SLPPのアフマド・テジャン・カバーが大統領に就任するも内戦は収まらず、1997年にはジョニー・ポール・コロマがクーデターを起こして軍事政権を樹立し、RUFとの連立政権となった。しかしこれに国際社会は反発、1998年には西アフリカ諸国経済共同体（ECOWAS）軍がシエラレオネへ侵攻、コロマ政権を打倒しカバーを復権させた。カバー政権はRUFと再び対立し、RUFは国土の3分の2を支配するまで勢力を拡大させた。1999年7月のロメ和平合意で停戦して秩序の回復に向かい始めるかに見えたものの、サンコーが副大統領に就任して権力を維持した。
1999年10月22日、国際連合シエラレオネ派遣団（UNAMSIL）が派遣されたが、2000年5月1日にはUNAMSILの要員500名がRUFの人質になるフリータウン制圧事件が発生。5月16日にサンコーがフリータウンにて市民たちの手により拘束された。5月19日にイギリスはフリータウンとはシエラレオネ川の入り江で隔てられたルンギ国際空港へ増援部隊を派遣した（en:British military intervention in the Sierra Leone Civil War）。6月、en:Operation Khukri。以後、RUFは急速に弱体化し、2000年11月には政府とRUF間で和平合意が成立し、2002年1月18日に和平とRUFの武装解除が成功。3月1日に非常事態宣言が解除され、内戦は終結した。
2003年にはRUFの指導者だったサンコーがフリータウンの病院で死亡。2006年3月29日には、戦争犯罪などの罪で起訴されていた、リベリアのテーラー元大統領が亡命先のナイジェリアで拘束され、シエラレオネに移送された。

### 民主化
2007年9月17日には大統領選でAPCのアーネスト・コロマが与党SLPPのソロモン・ベレワを破り、新大統領に就任。内戦終結以来、初の大統領選挙による政権交代が実現した。2012年11月17日大統領選では、コロマが過半数の票を得て再選された。
2014年にはギニア、リベリア、シエラレオネの3か国を中心にエボラ出血熱が大流行し、これらの国で合わせて約2万8,000人以上が感染し、約1万1300人が死亡した。なおシエラレオネのみでの死者は約3900人。この流行は2015年末までに終息した。

### ビオ政権
2018年に大統領選挙が行われ、16人の候補者から、さらにコロマ大統領の後継者の与党APCのサムラ・カマラと野党SLPPの党首を務めるジュリウス・マーダ・ビオの一騎打ちにより、ビオ候補が当選した。ビオは、軍政下の1996年に国家最高評議会議長を務めており、元首となるのは2回目。就任後、公務員や政府閣僚の規律を引き締めるために就業状況を抜き打ちでチェックする方針を示したほか、毎月第1土曜日をクリーンデーと定め、全国民に対して午前7時から正午まで生活環境の清掃を行うように求めた。

## 政治

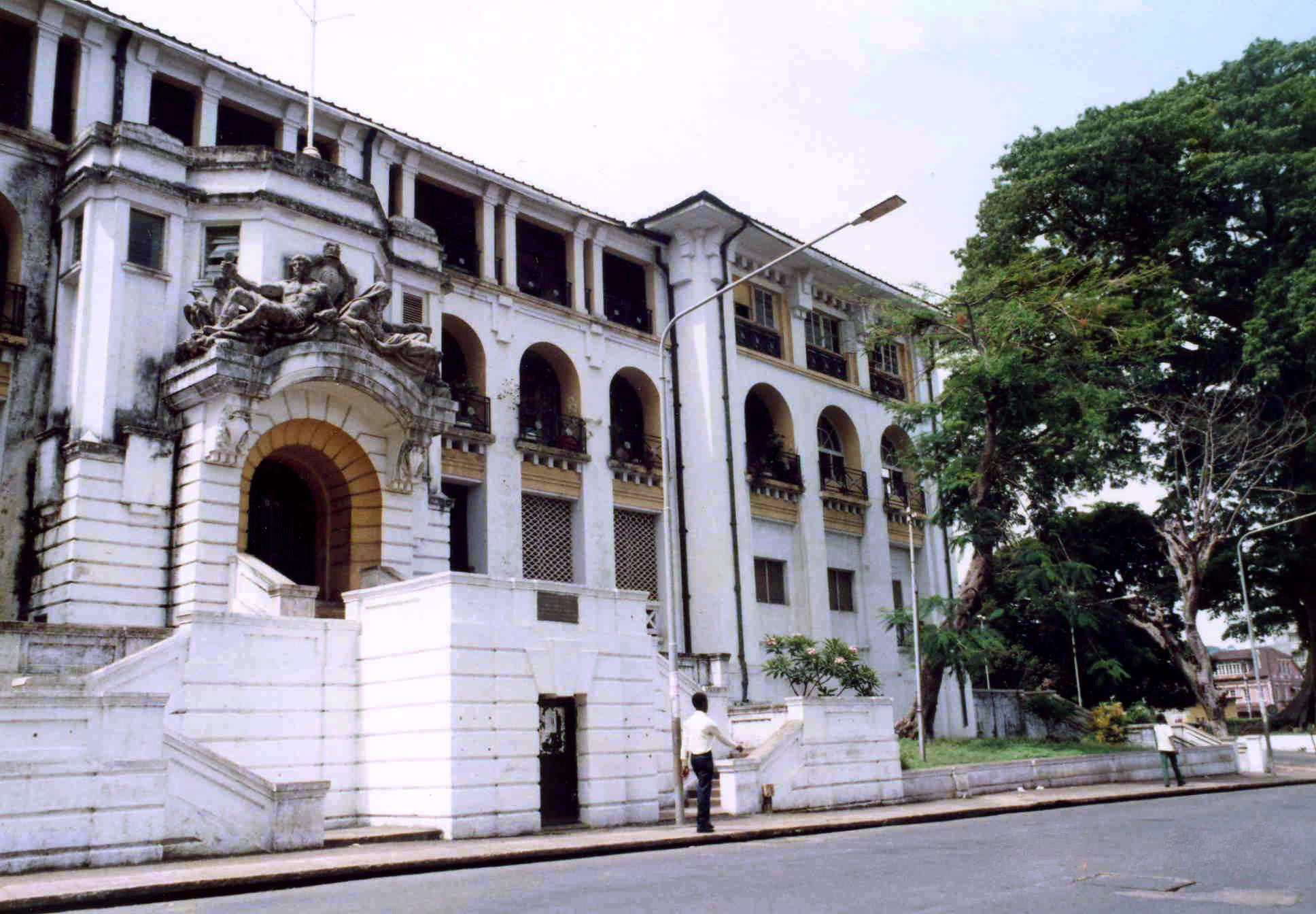
最高裁判所

国家体制は大統領を元首とする共和制国家である。大統領は行政府の長であり、5年に1度選挙で選出される。大統領は閣僚を任命し、統括する。直近の大統領選挙は2023年6月に実施された。
立法府は一院制の議会からなり、議席数は124議席である。112議席は大統領選挙と同時に選出され、残りの12議席は大統領によって補充される。
シエラレオネは二大政党制であり、一党制の時期もあったものの、建国以来シエラレオネ人民党（SLPP）と全人民会議（APC）がほぼ交互に政権を担当してきた。2007年と2012年の選挙ではAPCが与党となっていたが、2018年の選挙ではSLPPが勝利し政権を奪回した。

## 国際関係
日本国内にシエラレオネ大使館は無く、在中華人民共和国大使館が兼轄している。また、シエラレオネにも日本大使館は無く、在ガーナ大使館が在シエラレオネ大使館を兼轄している。
日本とシエラレオネの関係も参照。
- 在留日本人数 - 27人（2021年1月現在）[20]
- 在日シエラレオネ人数 - 61人（2020年6月現在）[20]

## 地理

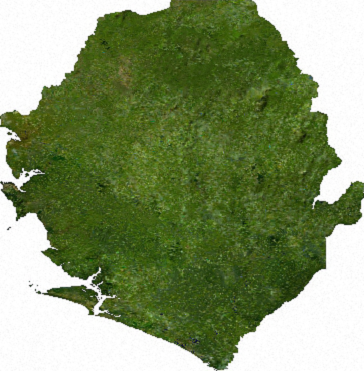
シエラレオネの衛星写真

シエラレオネの海岸線は、首都フリータウンがあるフリータウン半島部以外はマングローブの林に覆われている。海岸平野の内陸には高原地帯（海抜300メートル級）が広がっており、国の東部は山間地であることから「山がちな後背地」とも形容出来る状態となっている。フリータウン半島の近くにあるバナナ島、バンス島、ヨーク島やタートル諸島（シェルブロ島）などの島々もある。国内最高峰は東部山間地のビントゥマニ山(ロマ・マンサ、1,948 m）である。植生は南部が森林地帯となっており、北部は徐々にサバナが卓越するようになる。内陸北端部の一部はサバナ気候（Aw)に属する。
気候は熱帯性で、国土のほとんどが熱帯モンスーン気候（Am）に属し、5月から12月までは雨期となり、降水量のほとんどがこの時期に降る一方で、11月から4月まではサハラ砂漠から涼しく乾燥し砂塵を多く含む貿易風であるハルマッタンが吹きこむため乾季となり、特に1月から2月にかけては極度の乾燥季となる。降水量は非常に多く、フリータウンの降水量は3660mmに達し、最も降水量の多い山間部の一部では5800mmの降水量がある。それにより国内地域は湿度の高い状態となっている。フリータウンの平均気温は約27℃で年間通じてほぼ一定しており、内陸部・海岸部とも、国内ほぼ同じ程度の気温となっている。
またシオラレオネはナウル共和国と並び、海岸線も含めて、世界で最も円形な国として知られている。

## 地方行政区画

シエラレオネの州

かつて植民地であった西部地域と、かつて保護領であった東部州、北部州、南部州、北西部州の5つに分けられる。旧保護領の4州は186の首長領をもつ14の地区に細分されている。西部地域は地方自治体によって治められている。4州にはそれぞれ知事がおり、州内の行政単位は小さいものから順に、村、広域村、郡区、首長領、地区議会がある。

### 主要都市
最大都市は首都フリータウンであり、このほか各地の中心地としてコイドゥ、ボー、ケネマ、マケニがある。
その他の都市
- ポート・ロコ
- ウォータールー
- ルンギ（英語版）
- ジミ
- カバラ（英語版）
- マランパ
- モヤンバ（英語版）

## 経済

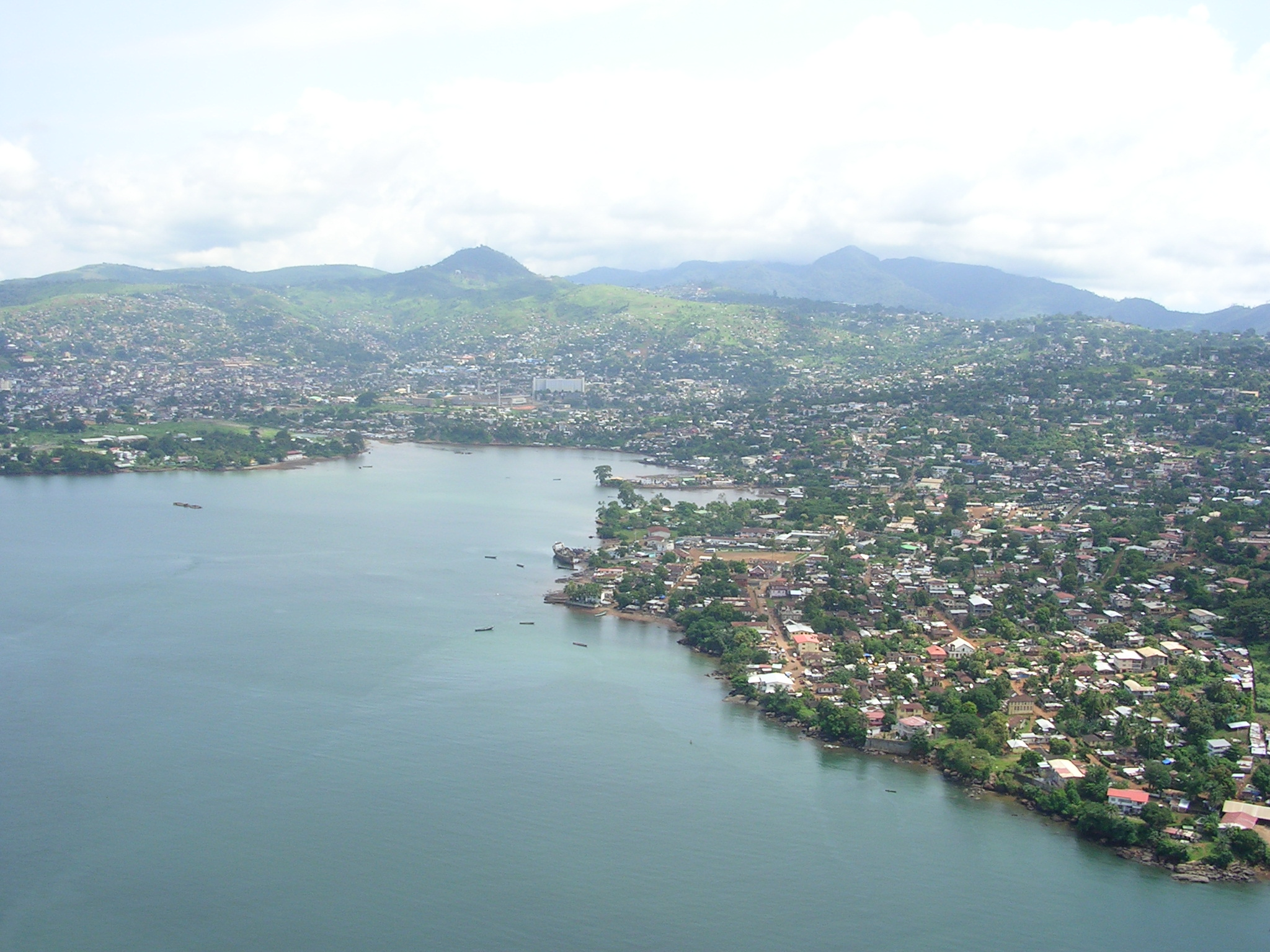
首都フリータウン

IMFの統計によると、2017年のシエラレオネのGDPは36億ドルである。一人当たりのGDPは488ドルであり、世界平均の5%にも届かない水準にある。ジニ係数も高い。内戦終了後、経済は順調に回復していたが、2015年にはエボラ出血熱の流行によって国内経済は大混乱に陥り、GDP成長率は-21.1％となった。2016年には再び成長率は4％台に回復している。
2021年8月、中央銀行は翌年に通貨の単位を切り下げた新紙幣を発行すること（デノミネーション）を発表。2022年7月1日からを3桁切り下げた新紙幣の流通が始まった。あらかじめ予告していたこともあり、経済への影響は少ないと見られているが、そもそもシエラレオネの2022年5月のインフレ率は前年同月比24.87%に達しており、通貨への信頼が薄い状況にある。

### 産業

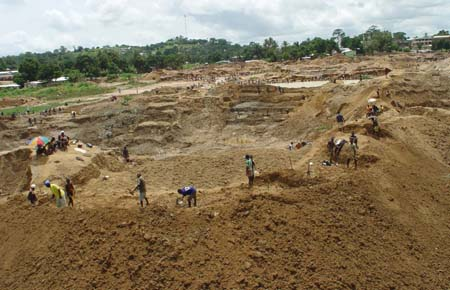
ダイヤモンド鉱山での採掘に従事する人々。東部州・コノ地区にて撮影

主産業は鉱業であり、シエラレオネは1930年にダイヤモンドが発見されて以来、ダイヤモンド採掘を基盤とした輸出国である。シエラレオネ特別企業合同は、25年間ダイヤモンドの探査権を独占し、利益の多くを政府に上納していた。しかし、同時に大部分のダイヤモンドが密輸出されている。南西部が最もダイヤモンドの埋蔵量が多い地域であり、これを巡って過去に内戦が発生している（紛争ダイヤモンド#背景と国際社会の取り組みを参照）。内戦終結後、政府は再びダイヤモンド産業の発展に力を入れており、2007年就任したアーネスト・コロマ大統領はダイヤモンド採掘や研磨産業を育てようとしている。ダイヤモンドはシエラレオネ最大の輸出品であり、2015年には総輸出の30.2％を占めた。
ダイヤモンドに次いで重要な輸出品はチタンの原料である金紅石（ルチル）であり、総輸出の18 %を占める。さらに輸出品の第3位が鉄鉱石（15.1 %）、第4位がボーキサイト（8.4 %）と鉱産品が輸出の大部分を占め、さらにジルコンや金なども産出する。ボーキサイトは1963年以来、シエラレオネ鉱石・金属会社により採掘が始められている。チタンを含むルチルの採掘は1967年に始まったが、1971年に中止された。しかし1979年にシエラチルズ社が生産を再開した。
第一次産業従事者は68.5 %（2004年）を占めており、同国の人口の3分の2は、自給自足型農業に直接関与している。農業では自給用として米やキャッサバが栽培され、商品作物としてはアブラヤシ、ラッカセイ、コーヒー、カカオなどが主に栽培されているものの、輸出品としてはカカオが総輸出の3.7 %で第5位につける程度で、生産は振るわない。なお、2007年時には国内GDPの58 %を占めたことがある。
漁業はフリータウン半島などで盛んである。フリータウン郊外にあるウェリントン工業団地は1960年にシエラレオネ政府により、国内の経済発展の計画の一環として、生産を始める為に開発されたエリアであり、1960年代から1970年代初頭にかけてこの工業団地はシエラレオネの重要な経済区域の一つであった。シエラレオネで有名なビール「スタービール」を生産するビール会社シエラレオネ・ビール・リミテッドは1961年10月にこの工業団地にて設立された。

## 交通

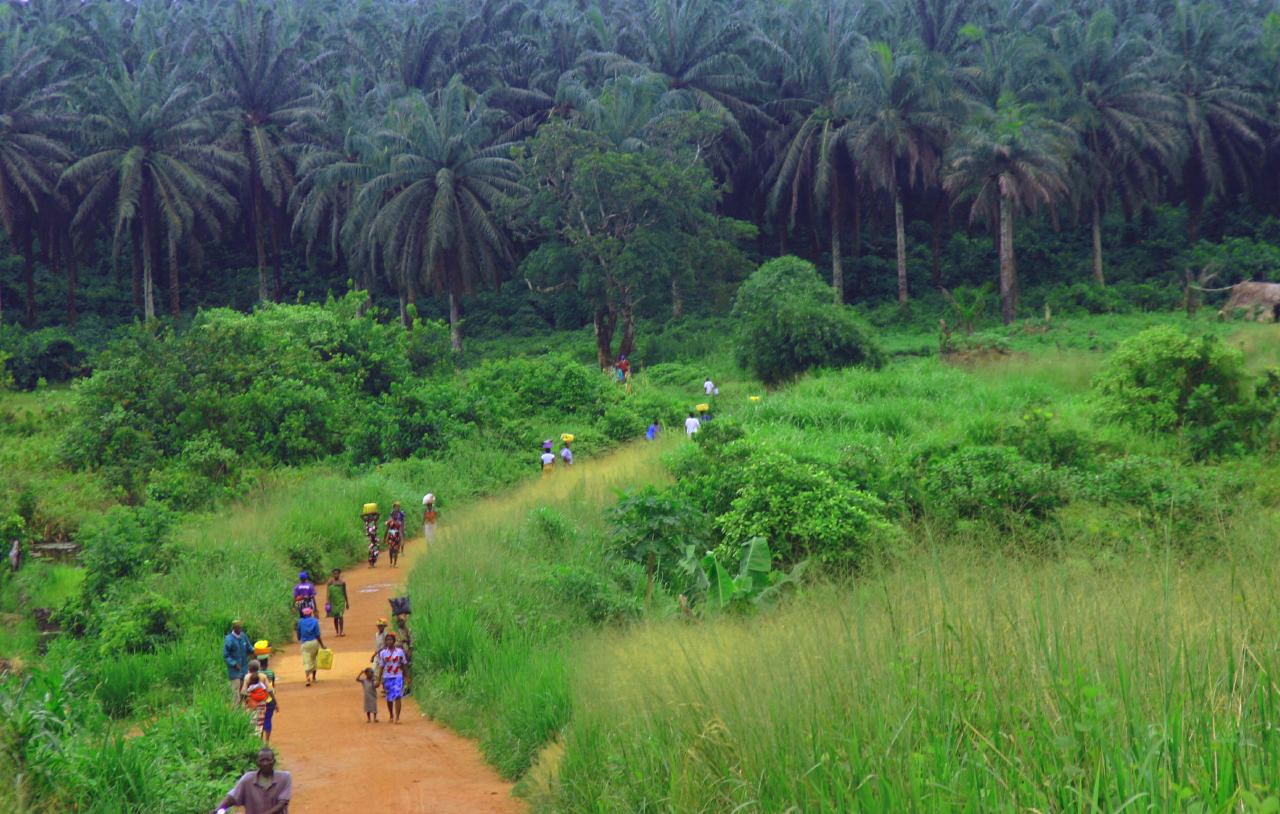
東部州の州都ケネマからカイラフン地区に向かう道路

主要な空港は首都フリータウンから入り江を渡った、ルンギにあるルンギ国際空港である。この2つを結ぶのは数少ないフェリー便のみである。国内線にはヘイスティングズ空港など10ヶ所ある。
鉄道についてはシエラレオネの鉄道を参照。

## 国民

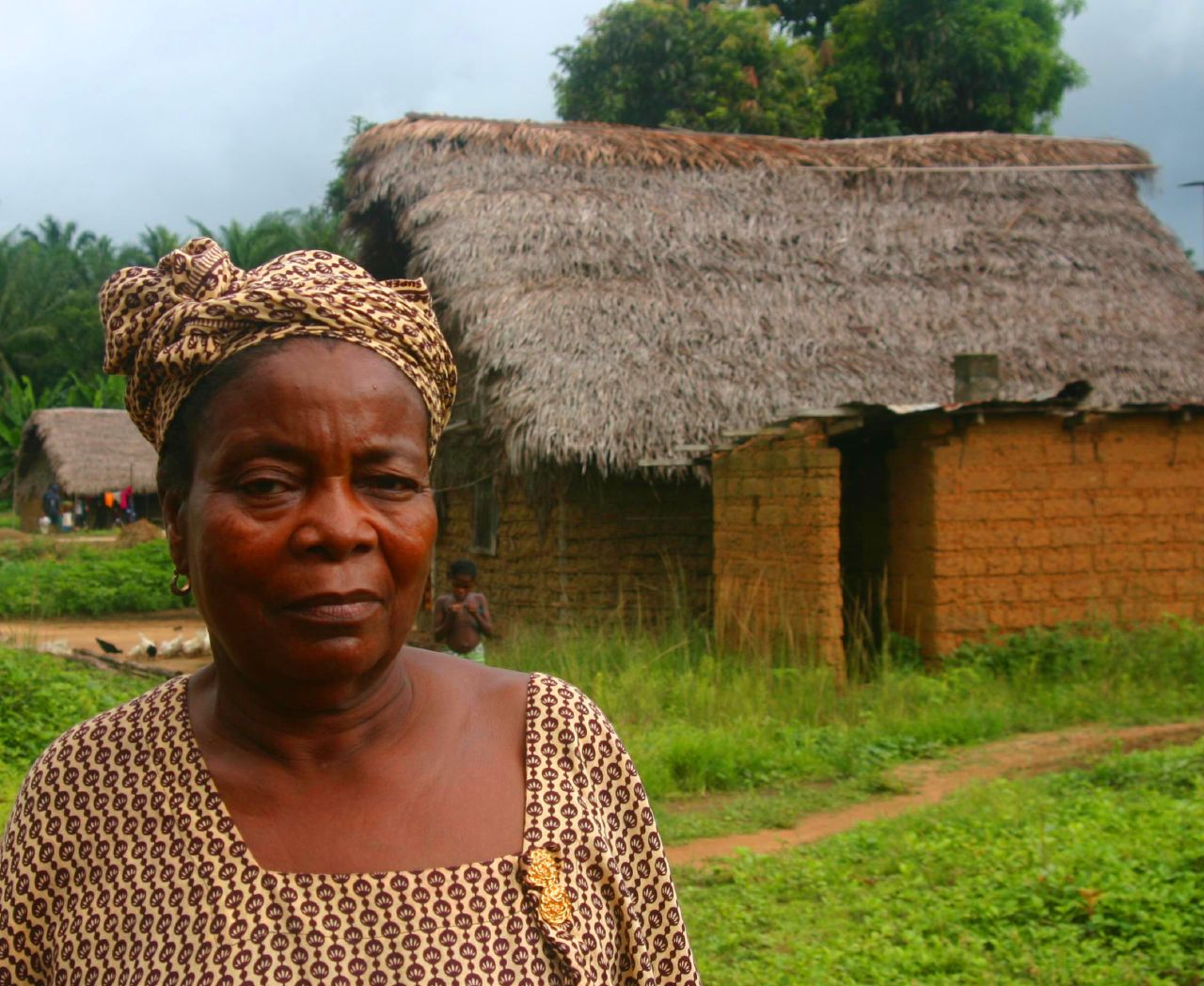
農村の女性（カイラフン地区）

### 民族
住民は、主に北部に居住するテムネ族（35％、2008年）と、南部に居住するメンデ族（31％）が2大民族となっており、このほかにリンバ族（8％）、ロッコ族、マリンケ族/マンディンカ族、スースー族、ヴァイ族などの民族が存在し、約3%～5%が主に首都フリータウンのあるシエラレオネ半島に居住するクリオと呼ばれるクレオールである。クリオ人は主にイギリスや北アメリカやジャマイカなど解放奴隷の子孫や現地民族および白人との混血（ムラート）などからなっている。このほか少数だがレバノン人（レバノン系シエラレオネ人）をはじめとするアジア人やヨーロッパ人も都市部に定住している。

### 言語

シエラレオネにおける民族言語地図

公用語は英語であり、その他にテムネ語やメンデ語などの各現地部族語、クリオ語と呼ばれる英語を母体にしたクレオール語などが使われる。

### 婚姻
シエラレオネでは一夫多妻制が刑法で禁止されている。

### 宗教

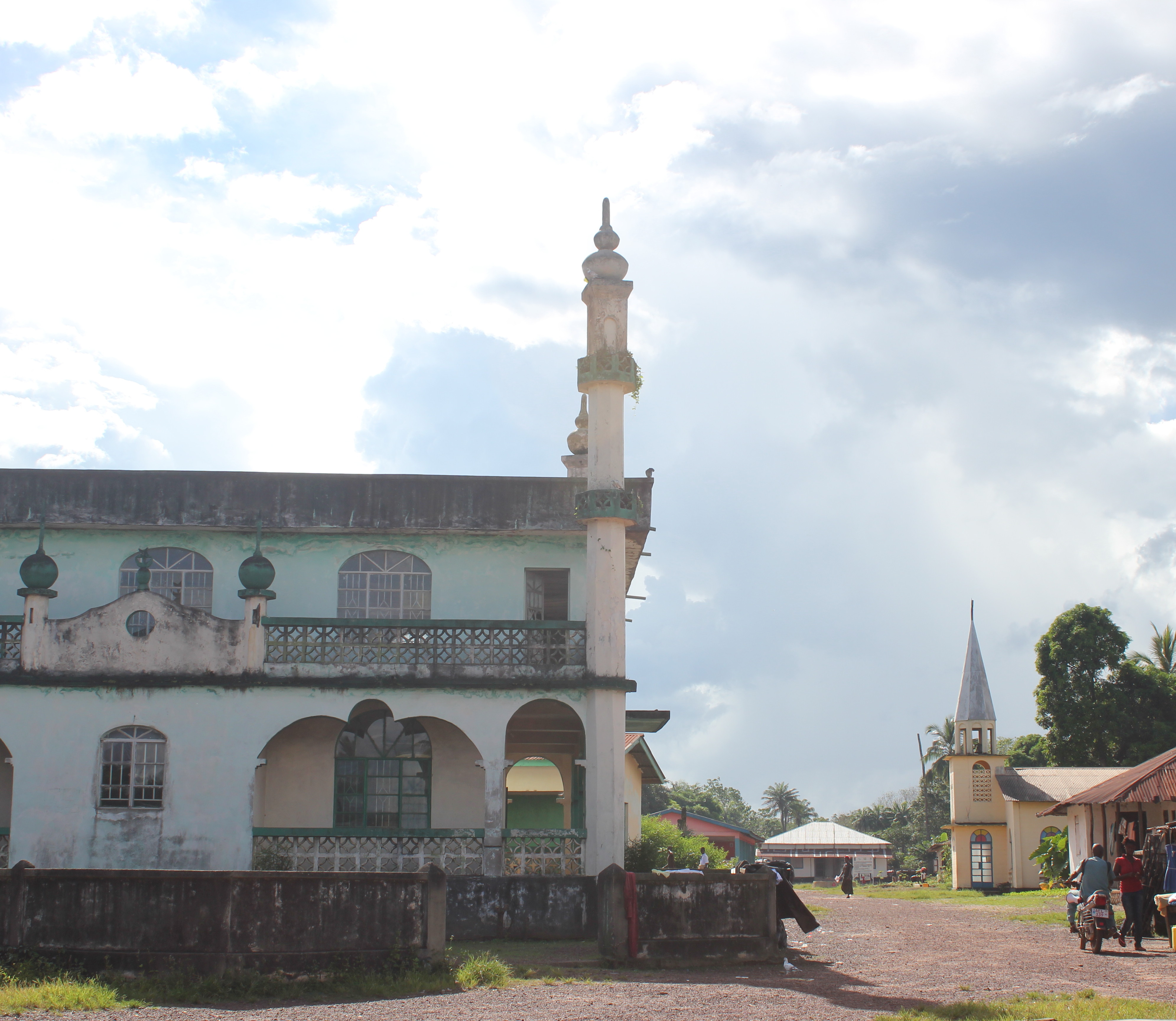
モスクと教会（シエラレオネにて）

イスラム教（特に北部および西部地域）が60%で、伝統的宗教（特に南東部地域）が30%、キリスト教（特に西部地域）が10%（プロテスタントがほとんどで、カトリックは2%程度）である。2020年の見積りではイスラム教が78.5%、キリスト教が20.4%で伝統的宗教が1.1%とされている。シエラレオネでは名目上ではイスラム教が多く、続いて伝統的宗教が続き、キリスト教の人口は10%と少ない方であるが、シエラレオネでのキリスト教の影響力は強い部分を構成している。キリスト教の布教活動は全国的に行われており、欧米のキリスト教団体や宣教師らが各地で活動している。また同じくイスラム教の布教活動も西部地域を中心に活発に行われている。シエラレオネでは暴力に発展する様な宗教対立は殆ど稀で、アフリカでは珍しく基本的にイスラム教徒とキリスト教徒は協力し合って平和的に交流して共存している。イスラム教のモスクのすぐ近くや隣にキリスト教の教会が建ち並んでいる場合も珍しくない。

### 教育

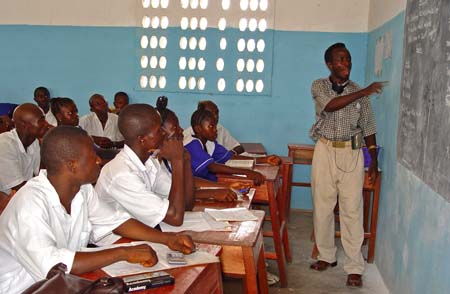
セカンダリースクールの教室

シエラレオネの教育制度は、7歳から12歳までが初等教育、13歳から15歳までが前期中等教育、16歳から18歳までが後期中等教育である。経済の衰退で教育施設は老朽化し、内戦の影響で、破壊されているのが目立つ。2018年8月には、ジュリアス・ビオ大統領が初等・中等教育の無償化を発表した。
主な高等教育機関としては、フリータウンに1827年にイギリスの教会宣教師協会によって設立された、西アフリカで最古の高等教育機関であるフォーラーベイ大学が存在する。1876年にイギリスのダラム大学と提携し、1959年にシエラレオネ大学となってイギリス王国から許可を得た。1967年に同大学はフォーラー・ベイ・カレッジとモヤンバ（en）にンジャラ・カレッジの2校として設立された。中等教育機関は主に1904年に設立されたアルバート・アカデミー（en）や、1922年設立のシエラレオネで最古のカトリック系の中等教育のセント・エドワーズ中等学校（en）があり、1866年にフランスとイタリアとアイルランドのカトリックの司祭によりセント・エドワーズ小学校（en）が設立されたことによるものである。他にシエラレオネで最古のカトリック系の女子学校アニー・ウォルシュ・メモリアル学校などもある。2018年の推計によれば、15歳以上の国民の識字率は43.2%（男性：51.6% 女性：39.8%）である。

### 保健
平均寿命は61.02歳で世界171位である。

## 治安
2021年12月20日時点において、治安情勢は比較的落ち着いている状況にあるが、首都フリータウン市内中心部は人口過密状態にあり、窃盗や武装強盗などの犯罪、特に外国人を狙ったひったくりが発生している他、与野党支持者間の衝突が発生することが報告されている。また、フリータウン以外の地域では交通、通信などの基礎インフラが整備されておらず、不測の事態が発生した際の退避や移動・連絡手段の確保が困難となっている点が問題視されている。

## マスコミ
憲法では言論の自由と報道の自由を保障しているが、同国政府はメディアに対して強力な統制を維持しており、実際にこれらの権利を制限することがある為、海外からは問題視されている。

## 文化

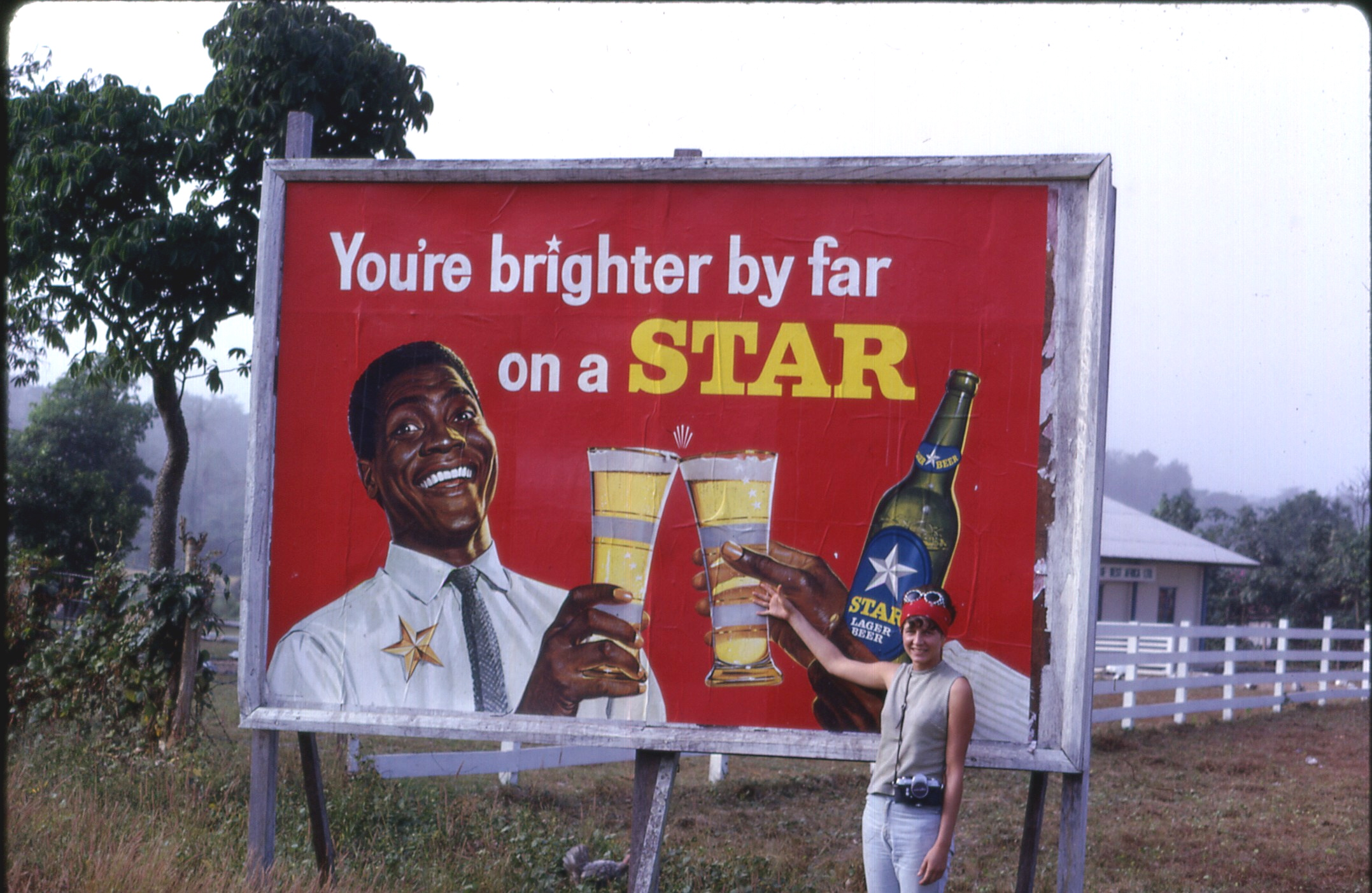
ペンデンブに在る、英語表記の広告の掲示板

シエラレオネの文化は、他の小さな沿岸国かつ隣国であるギニアやリベリアの文化といくつかの類似点を持ち合わせている。
首都のフリータウンはその名が示す通り、イギリスや北アメリカ、ジャマイカから移住してきた解放奴隷が建設した街である為、クレオール文化的混合を色濃く残す。内陸地方の現地部族は現地の伝統文化を守って暮らしている。フリータウンにあるセントジョンズ・マルーン教会は1820年にジャマイカ系の解放奴隷マルーンの入植者達が築き上げたシエラレオネ最古のプロテスタント系の教会であり、1947年6月1日の記念碑と遺物条例で、1956年に国家遺産に指定されている。また2007年にセントジョーンズ・マルーン教会の創立200周年が祝われた。

### 食文化
シエラレオネ人の主食は米である。同国において米に並んで最も一般的に食べられているものはキャッサバであり、フフの材料としても用いられる。キャッサバの葉も食されており、シエラレオネではキャッサバの葉は重要な食材として扱われている。
その他にバナナ、シナモン、ココナッツ、ショウガ、オクラ、プランテン、タマリンドも食されている。

### 音楽
ネイティブ、フランス、イギリス、西インド、クレオールの音楽ジャンルが混在している。
パーム ワインの音楽が代表的で、西アフリカ沿岸の国々でアコースティック ギターとパーカッションで演奏される。
シエラレオネは、西アフリカの大部分と同様に、ラップ、レゲエ、ダンスホール、 R&B 、グライム (音楽)に開かれている。

### 世界遺産
シエラレオネには現在、世界遺産となるものが存在していない。但し、同国は世界遺産条約を2005年に批准しており、ウェスタン・エリア・ペニンシュラ国立公園をはじめとした6件の暫定候補を挙げている。

### 祝祭日
| 日付     | 日本語表記                                      | 現地語表記                |
| -------- | ----------------------------------------------- | ------------------------- |
| 1月1日   | 元日                                            | New Year's Day            |
| 2月11日  | 預言者生誕祭 （預言者ムハンマド生誕記念日）     | Maulid-un-Nabi            |
| 3月8日   | 国際女性デー                                    | International Women's Day |
| 4月6日   | 聖金曜日                                        | Good Friday               |
| 4月9日   | 復活祭の翌日                                    | Easter Monday             |
| 4月27日  | 独立記念日                                      | Independence Day          |
| 5月1日   | レイバー・デー （労働者の日）                   | Labour Day                |
| 8月      | 銀行休日                                        | Bank Holiday              |
| 8月19日  | イード・アル＝フィトル （ラマダーン明けの祝日） | Eid al-Fitr               |
| 10月26日 | イード・アル＝アドハー （犠牲祭）               | Eid al-Adha               |
| 11月1日  | 諸聖人の日                                      | All Saints Day            |
| 12月25日 | クリスマス                                      | Christmas                 |
| 12月26日 | ボクシング・デー                                | Boxing Day                |

### スポーツ
他のアフリカ諸国同様、サッカーが最も人気のスポーツとなっている。球技にはバスケットボールやクリケットも広く浸透しており、サッカーに次いで愛好されている。他にも陸上競技やボクシングも一般的なスポーツとして広まっている。また、シエラレオネはアフリカで初めて国際フロアボール連盟に加盟した国家として認知されている。
サッカー
シエラレオネサッカー協会によってサッカーシエラレオネ代表が組織されている。これまでFIFAワールドカップには未出場であるが、アフリカネイションズカップには3度出場している。
オリンピック

## 著名な出身者
- サミュエル・ルイス - 立法協議会で20年以上議員を務めた。初代フリータウン市長。
- デビッドソン・ニコル - 元国連大使（1969年-1971年）、国際連合安全保障理事会（1970年）と国際連合訓練調査研究所（1972年）の理事長。
- ジョン・ムッセルマン・カレファスマート（英語版） - 国土省・鉱業省・労働省の各大臣を歴任し、ダイアモンド産業を組織化。元WHOの副事務局長（1965年-1970年）。
- モハメド・カロン - 元サッカー選手。同国リーグではカロンFC所属。14歳で同国サッカー代表。
- ソリウス・サムラ（英語版） - ジャーナリストでドキュメンタリー作家。腐敗、貧困、紛争といったアフリカの現状を緻密な取材を元に報告している。映画「ブラッド・ダイヤモンド」のアドバイザーも務めた。
- イシメール・ベア - ラップ歌手で元少年兵。アメリカで活動している。彼が書いた自分の少年兵時代の本「戦場から生きのびて（英語版）」は世界中で読まれている。